# Nguyễn Sum
Nguyễn Sum là một nhà toán học Việt Nam. Ông nhận Giải thưởng Tạ Quang Bửu của Bộ Khoa học và Công nghệ Việt Nam năm 2017.

## Tiểu sử
Ông sinh năm 1961 ở xã Cát Tài, huyện Phù Cát, tỉnh Bình Định.
Ông tốt nghiệp đại học tại trường Đại học Quy Nhơn năm 1983. Ông công tác tại Trường Đại học Quy Nhơn từ năm 1983 đến 2018. Ông bảo vệ luận án tiến sĩ tại Đại học Tổng hợp Hà Nội năm 1994. Năm 2005, ông được công nhận chức danh Phó giáo sư. Từ tháng 8 năm 2018 đến nay, ông công tác tại Trường Đại học Sài Gòn.. Năm 2021, ông được công nhận chức danh Giáo sư.
Ông công bố hơn nhiều bài báo khoa học trên các tạp chí quốc tế về các chủ đề như lý thuyết bất biến modular, bài toán "hit" của Peterson (Peterson "hit" problem), và các ứng dụng trong lý thuyết đồng luân.

## Thành tích nổi bật
- Năm 2017, ông nhận Giải thưởng Tạ Quang Bửu của Bộ Khoa học và Công nghệ Việt Nam, với công trình: On the Peterson hit problem, đăng trên tạp chí Advances in Mathematics năm 2015. Công trình của ông được ứng dụng để giải tường minh bài toán "hit" của Peterson đối với đại số đa thức 4 biến. Đây là cơ sở để chứng minh hoặc phủ định giả thuyết của William Singer về đồng cấu chuyển đại số thứ tư và xác định các biểu diễn modular của nhóm tuyến tính tổng quát hạng bốn trên trường nguyên tố {\displaystyle \mathbb {F} _{2}}.[3]
- Năm 2018, ông là một trong hai người Việt Nam cùng với Giáo sư Phan Thanh Sơn Nam, được vinh danh trong danh sách 100 nhà khoa học châu Á của tạp chí Asian Scientist.[4][5]

## Quan điểm
| “ | Mỗi công trình công bố phải đập vỡ một mảnh đá nào đó | ” |

- Nguyễn Sum, nói về những điều hai người thầy Nguyễn Hữu Việt Hưng và Huỳnh Mùi đã dạy mình.

## Xuất bản
Một số công trình tiêu biểu:
- Sum, Nguyễn. "On the Peterson hit problem". Advances in Mathematics, 274 (2015), 432–489.
- Sum, Nguyễn. "The negative answer to Kameko's conjecture on the hit problem". Advances in Mathematics, 225 (2010), no. 5, 2365–2390.